# Fulvio Pennacchi
Fulvio Pennacchi (Villa Collemandina, 27 de dezembro de 1905 – São Paulo, 5 de outubro de 1992) foi um desenhista, pintor, muralista e ceramista ítalo-brasileiro.
Foi integrante do Grupo Santa Helena, juntamente com Alfredo Volpi, Francisco Rebolo, Aldo Bonadei, Alfredo Rizzotti, Mario Zanini, Humberto Rosa, Clovis Graciano e outros.
Sua pintura é sensível e pessoal, de modo especial na interpretação dos grandes temas bíblicos e da vida dos santos, em razão de uma infância marcada por sólida educação religiosa católica, e na evocação do mundo caipira.